# Jiang (famille)
Pour les articles homonymes, voir Jiang.
La famille Jiang est une ancienne famille ducale de l’État Qi. Elle descend du stratège Jiang Ziya qui a aidé les Zhou à détrôner le roi Di Xin des Shang. Cette famille est une alliée de première heure des Zhou orientaux jusqu'à leur renversement en -384.
Cette famille a donné naissance à de nombreux noms de famille communs en Chine, parmi ses descendants. Des recherches ont estimé ce nombre à 102.

## Origine légendaire
La famille Jiang descendrait selon la légende de l'empereur Yan, ayant vécu plus de 4 000 ans avant l'ère moderne. Vivant à côté d'une rivière dénommée Jiang Shui dans l'actuel xian de Qishan, il aurait choisi ce nom comme nom de famille.